# ایوب خان (بازیگر)
ایوب خان (انگلیسی: Ayub Khan؛ زادهٔ ۲۳ فوریهٔ ۱۹۶۸) بازیگر سینما و تلویزیون اهل کشور هند است. وی از سال ۱۹۹۲ میلادی تاکنون مشغول فعالیت بوده‌است.
از فیلم‌هایی که وی در آن نقش داشته‌است می‌توان به لوک کارگیل، بهبودی هفته، شیرین، زورگویی، مطمئناً همینطوره! و حکم اعدام اشاره کرد.